# Sepikaea cylindrocarpa
Sepikaea cylindrocarpa är en tvåhjärtbladig växtart som beskrevs av Rudolf Schlechter. Sepikaea cylindrocarpa ingår i släktet Sepikaea och familjen Gesneriaceae. Inga underarter finns listade i Catalogue of Life.